# Негада
Нега́да (араб. نقادة‎, греч. и копт. ⲛⲉⲕⲁⲧⲏⲣⲓⲟⲛ) — город на западном берегу Нила в Египетской провинции Кена.
Негада включает в себя несколько деревень, такие как Тух, Хатара, Данфик и Завайда. Город расположен вблизи некрополя доисторического, додинастического периода 4400—3000 гг. до н. э.
Негада является одним из немногих городов, где коптский язык сохранялся вплоть до середины XX века.

## Археология
Археологические раскопки в Негаде позволили сделать находки эпохи неолита, которые разделяются на три культуры, именуемые последовательно:
- Негада I (амратская культура),
- Негада II (герзейская культура)
- Негада III (семанийская культура), или Нулевая династия.

Большое количество находок из Негады позволили датировать все культуры Египта и его окрестностей.

## В поп-культуре
- Во вселенной научно-фантастической франшизы «Звёздные врата» минерал, из которого сделаны сами врата[англ.], называется «наквада» (англ. Naquadah). Название минерала произошло от места, в котором изначально был обнаружен минерал — в городе Негада.